# Eritabilitate
În genetică, eritabilitatea (cu simbolul: h2) unei anumite trăsături este definită ca componența acelei trăsături care se datorează unei gene, exprimată ca o valoare numerică de la 0 (trăsătură care nu se datorează deloc unei gene) la 1 (trăsătură care se datorează în întregime unei gene).
Eritabilitatea nu trebuie confundată ereditatea, care indică în general proprietatea unui organism de a transmite informații genetice descendenților săi.
Pentru estimările de eritabilitate se folosesc analize statistice pentru a ajuta la identificarea cauzelor diferențelor dintre indivizi. Deoarece eritabilitatea se referă la o variație, este în mod necesar o explicație a diferențelor dintre indivizii dintr-o populație. Eritabilitatea poate fi univariată – examinând o singură trăsătură – sau multivariată – examinând asociațiile genetice și de mediu dintre mai multe trăsături simultan. Acest lucru permite un test al suprapunerii genetice între diferite fenotipuri: de exemplu culoarea părului și culoarea ochilor.

## Calcul
Pentru a calcula eritabilitatea, se presupune că trăsăturile complexe sunt distribuite în mod normal în cadrul unei populații și că, prin urmare, există o valoare medie. Se selecteză o subpopulație din cadrul populației a cărei valoare medie diferă de valoarea medie a populației inițiale. Aceasta este diferența de selecție.
În urma reproducerii indivizilor din subpopulație, în populația urmașilor acestora va rezulta o valoare medie a proprietății considerate. Diferența dintre această medie și media populației inițiale este succesul selecției.
Coeficientul succesului de selecție și diferența de selecție definește eritabilitatea trăsăturii corespunzătoare. În funcție de trăsătură, acesta fluctuează între 0 și 1, dar poate fi specificat și ca procent.
Condiția prealabilă pentru aceasta este ca aceleași condiții de mediu să prevaleze în timpul creșterii generațiilor parentale și F1, deoarece, în caz contrar, influențele mediului distorsionează valoarea calculată pentru eritabilitate.
Există, de asemenea, diverse formule de estimare pentru eritabilitate (de exemplu, formula Falconer sau formula Holzinger).